# Джозеф Раваннак
Джозеф Раваннак (англ. Joseph Ravannack, 19 березня 1878 — 10 жовтня 1910) — американський академічний веслувальник.
Бронзовий призер Олімпійських Ігор 1904 року в складі парної двійки.